# Phoenicoprocta trinitatis
Phoenicoprocta trinitatis är en fjärilsart som beskrevs av Embrik Strand 1915. Phoenicoprocta trinitatis ingår i släktet Phoenicoprocta och familjen björnspinnare. Inga underarter finns listade i Catalogue of Life.